# C-Mine

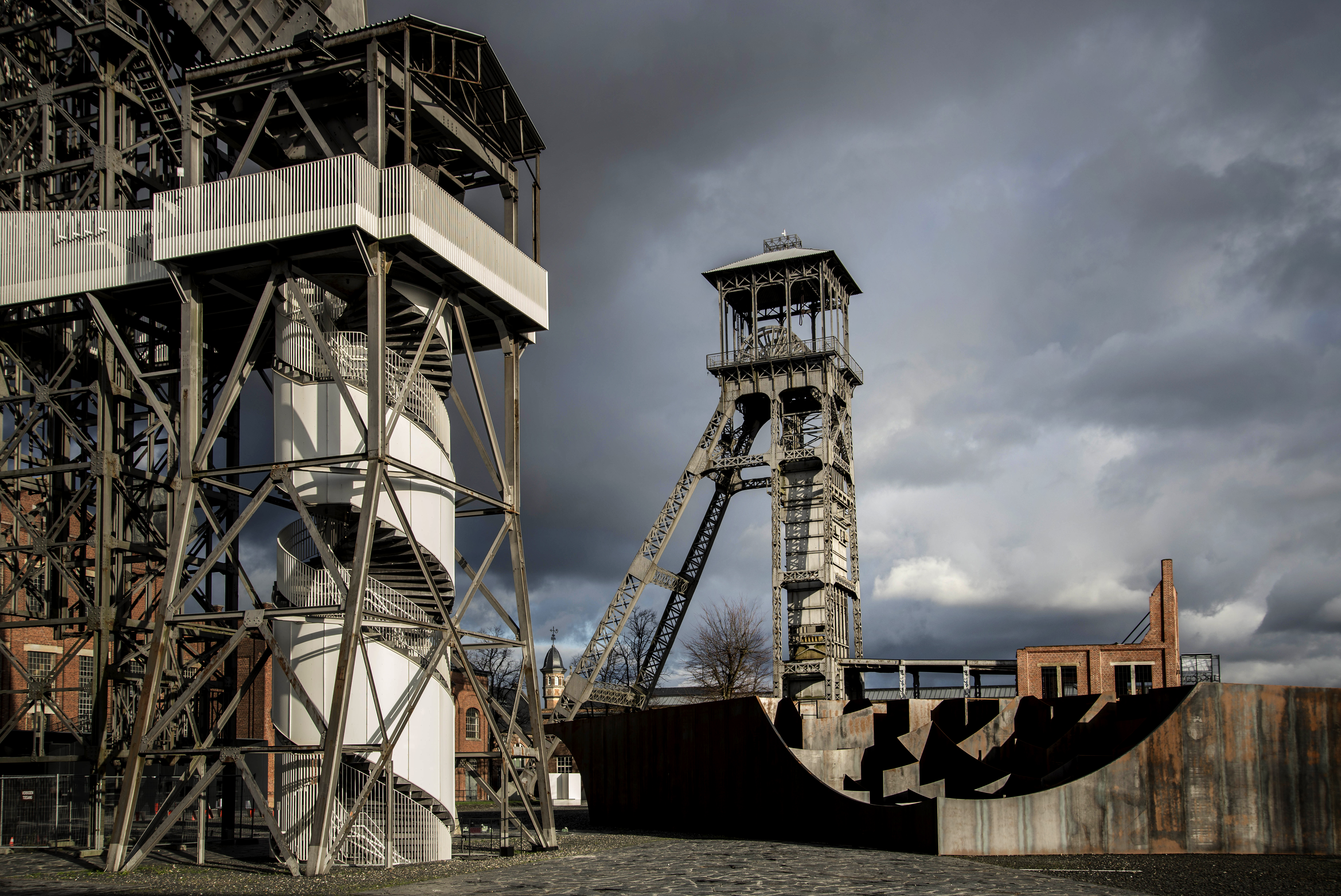
C-Mine (januari 2016)

C-Mine is een cultureel en recreatief centrum in de Belgische stad Genk, dat startte als ontwikkelingsproject van de voormalige steenkoolmijn van Winterslag.

## Geschiedenis
De steenkoolmijn van Winterslag ging in 1917 als eerste van de mijnen van het Kempens Bekken in productie. Op 31 maart 1988 sloot de mijn haar deuren en in 1993 werd de mijnsite beschermd erfgoed. De kolenwasserij, de steenbakkerij, de werkhuizen en de koeltorens werden afgebroken. De lampen- en douchezalen (lampisterie), de directiegebouwen (bureelgebouw), het machinegebouw met elektriciteitscentrale en de ophaalmachines (energiegebouw), de magazijnen, de paardenstallen en de twee schachtbokken zijn bewaard gebleven. De gebouwen in neoclassicistische- en neo-Vlaamse renaissancestijl dateren uit de periode 1912-1925. De twee schachtbokken dateren uit 1916 (het oudste van Limburg) en 1963 (de laatste gebouwd in Limburg).
In de jaren 1990 onderzocht de stad Genk enkele mogelijkheden tot herbestemming van de oude mijnsite. In 2001 kocht de stad het complex van de Limburgse Reconversiemaatschappij (LRM). De naam C-Mine werd in 2005 gekozen via een wedstrijd. De C staat voor "creativiteit".

## Activiteiten
Naarmate de restauratie en herinrichting vordert, vestigen zich meer en meer instellingen in C-Mine:
- In 2005 vestigde zich in het complex een bioscoop (Euroscoop) en een aantal horecagelegenheden, later uitgebreid met faciliteiten voor vergaderingen en congressen.
- In september 2009 opende op de site, in een nieuwbouw ontworpen door VMB Architecten van Leo Van Broeck, de Media & Design Academie, een hogeschool met creatieve opleidingen zoals animatiefilm, communicatie- en multimediadesign, fotografie en productontwerpen.[3] In 2015 ging deze hogeronderwijsinstelling op in de LUCA School of Arts en de Hogeschool PXL. Sindsdien zijn enkel de audiovisuele kunsten, fotografie en productdesign van de LUCA School of Arts op C-Mine gevestigd.[4]
- Sinds 2010 heeft vormgever en keramist Piet Stockmans zijn atelier in een deel van de voormalige mijngebouwen.[5]
- Vanaf het theaterseizoen 2010-2011 is ook de polyvalente zaal en het voltooide cultuurcentrum C-Mine hier gevestigd.[6]
- C-mine CRIB ondersteunt jonge, innovatieve bedrijven bij hun opstart of groei.[7]
- Daarnaast zijn er nog een aantal kantoren en diensten gevestigd die verband houden met cultuur, vormgeving of het mijnverleden, bijvoorbeeld erfgoedcel Mijn-Erfgoed.
- 't Speelmijntje is een binnenspeeltuin met 1.200 m2 speelruimte.

Sinds mei 2012 is er een nieuwe attractie toegevoegd: de C-Mine-expeditie. Daarbij is een oude luchtgang van de vroegere mijn omgevormd tot een belevingscentrum van op te roepen mijnverhalen, herkenbare mijngeluiden tot het zelf kunnen samenstellen van geuren.
In 2013 won C-Mine de Vlaamse Monumentenprijs en organiseerde het de eerste Avond van de Architectuur.
Voor het tienjarig bestaan van C-Mine ontwierp het duo Gijs Van Vaerenbergh in 2015 een stalen labyrint aan de voet van de schachtbokken.